# Залуччя (Коломийський район)
Залу́ччя — село в Україні, у Матеївецькій сільській громаді Коломийського району Івано-Франківської області. Колишній орган місцевого самоврядування — Дебеславцівська сільська рада.

## Історія
Згадується 5 травня 1449 року в книгах галицького суду.
За часів Австро-Угорщини (1867—1918) дідичем був Домінік Маґнушевський.

## Постаті
- Баришніков Тарас Борисович (2002—2024) — солдат Збройних сил України, учасник російсько-української війни.